# Eastindo
Eastindo is een Indonesische chartermaatschappij met haar thuisbasis in Jakarta.

## Geschiedenis
Eastindo is opgericht in 1982

## Vloot
De vloot van Eastindo bestaat uit:(mei 2007)
- 1 Fokker 100